# Doctorii ogrăzii
Doctorii ogrăzii este un film românesc din 1987 regizat de Ion Truică.